# Міцена білосокова
Міцена білосокова (Mycena galopus) — вид грибів роду міцена (Mycena), доволі поширений у Північній півкулі. Сучасну біномінальну назву надано у 1871 році.

## Назва
Назва galopus походить від грецьких слів γαλα «молоко» та πονς «нога».

## Будова
Маленький ламкий сіро-коричневий гриб із напівсферичною шапинкою 0.5–3 см зі смугастим краєм. Колір шапинки може варіюватися від майже білого (var. candida) до чорного (var. nigra). З ніжки заввишки до 4 см виділяється біла молокоподібна рідина при пошкодженні. При основі ніжки помітні волосинки, схожі на корінці. Пластини, як і спори — білі. М'якуш має запах редьки.

## Життєвий цикл
Плодові тіла з'являються з липня по грудень.

## Поширення та середовище існування
Ростуть на підстилці з опалого листя і ніколи не зустрічаються на живих деревах. В Україні поширений в Західному Лісостепу.

## Галерея

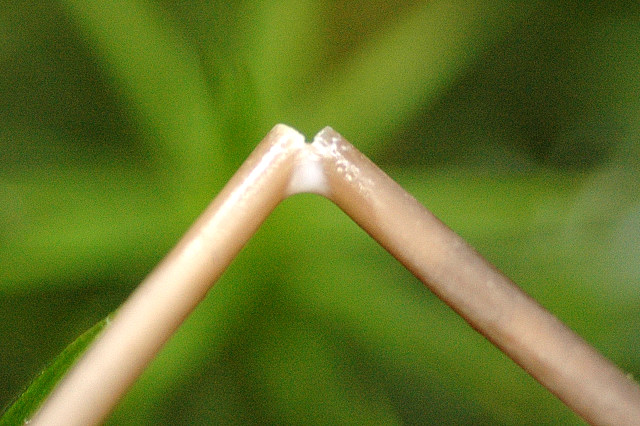
Білий сік на зламі ніжки
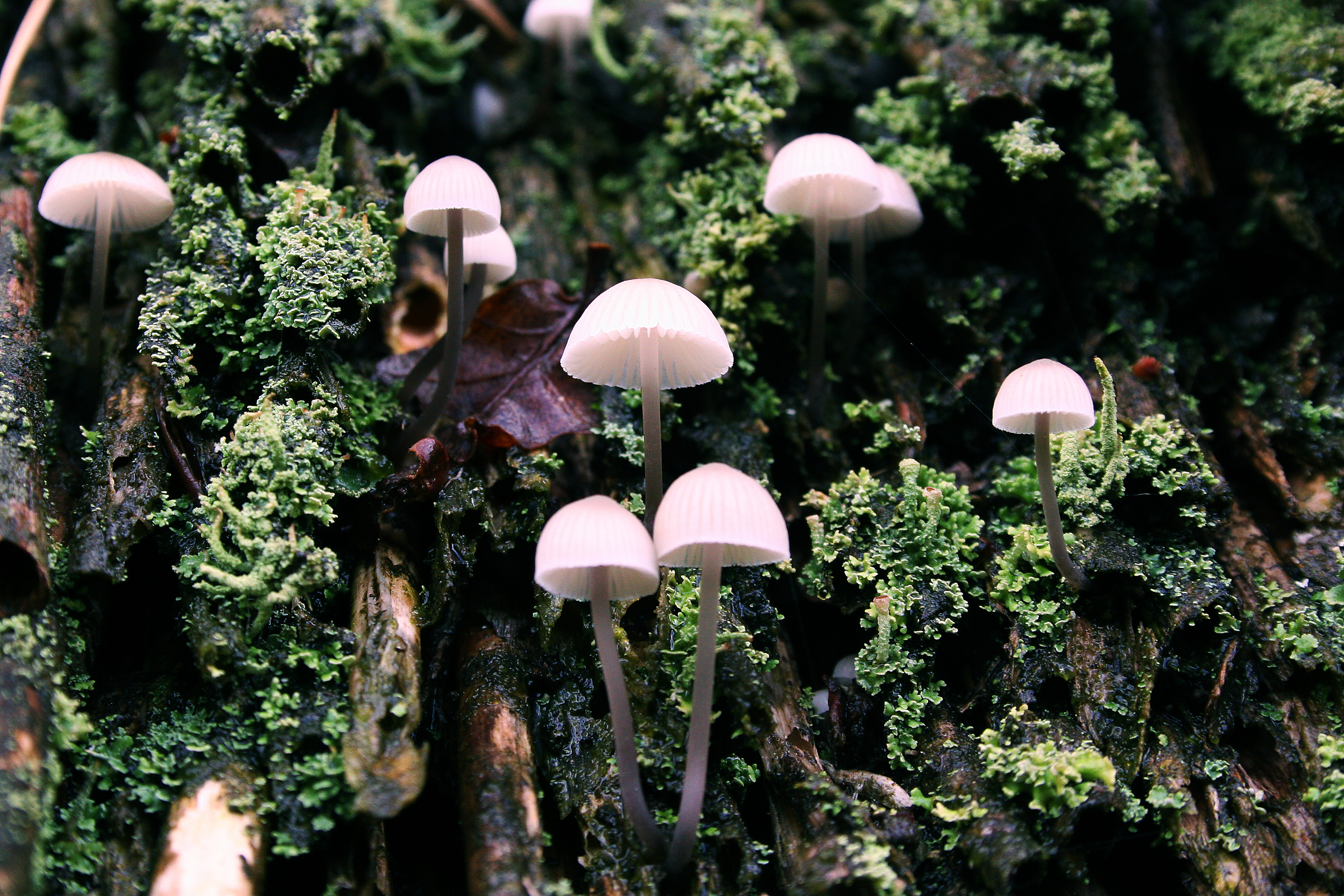
Mycena galopus var candida
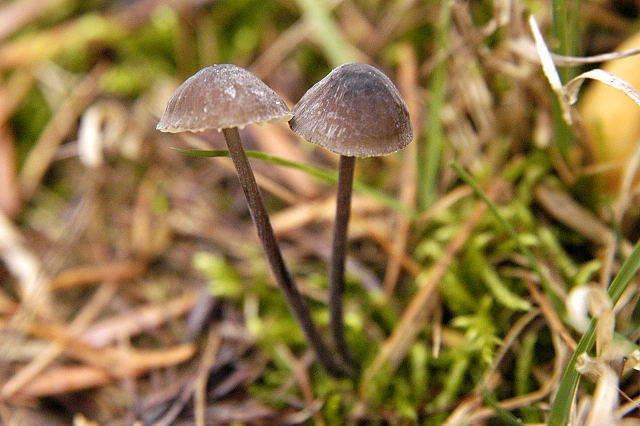
Mycena galopus var nigra
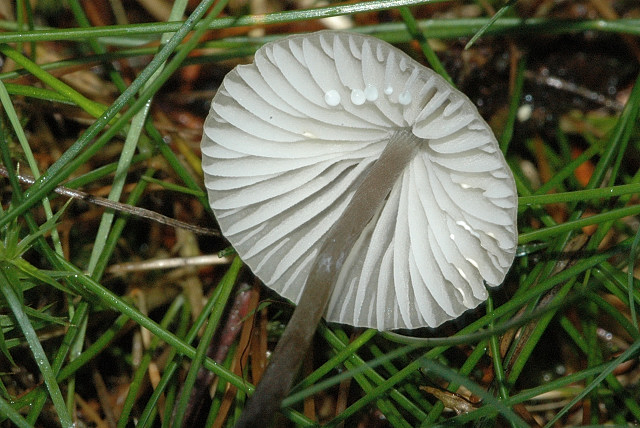
Білий сік на пластинах
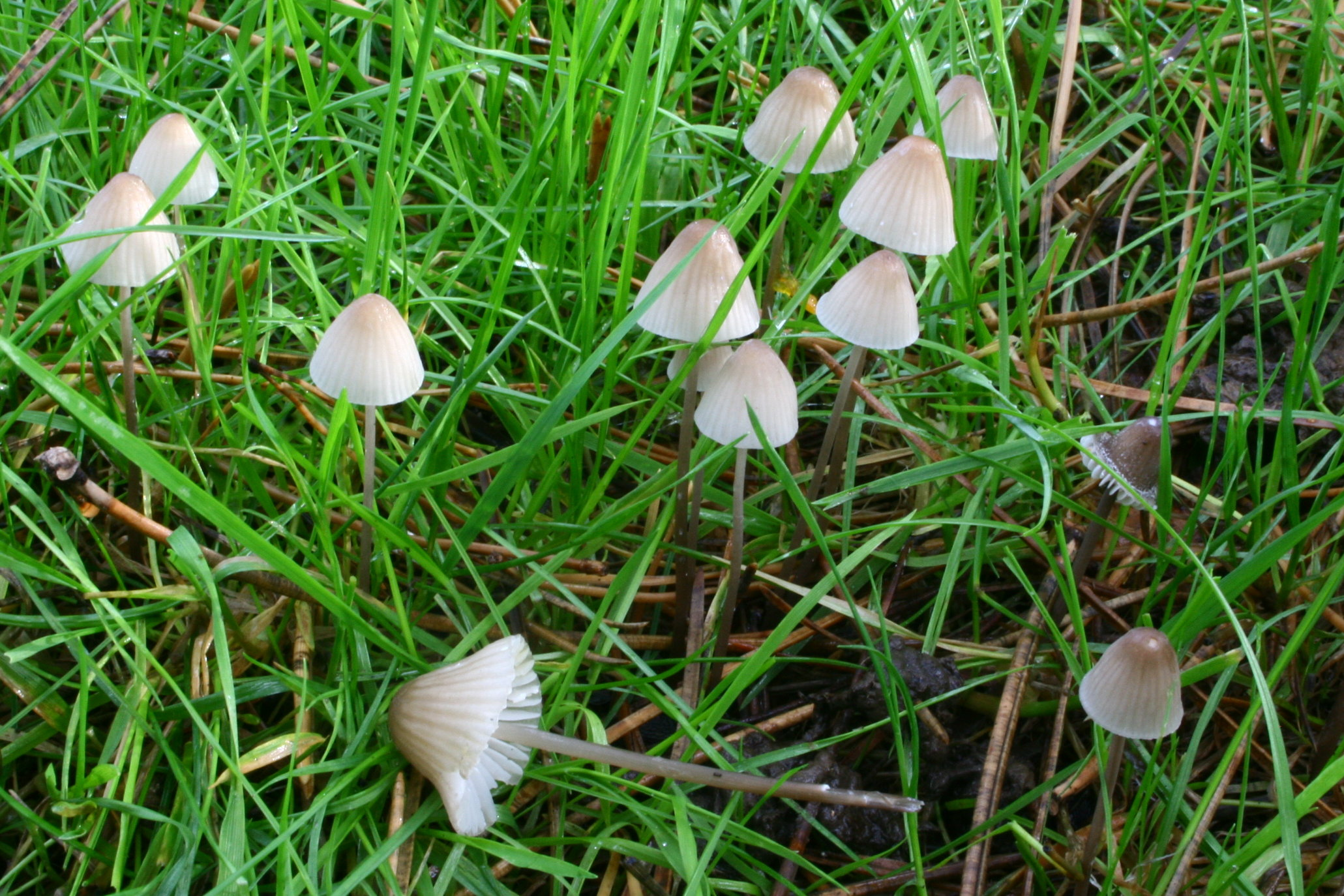
Група грибів у траві